# Karl Knabl
Karl Knabl   (Múnic, 26 de gener de 1850 - Múnic, 15 de juny de 1904) va ser un pintor de paisatge i gènere alemany.

## Biografia
Va néixer a Múnic, fill de l'escultor Joseph Knabl . Va practicar per primera vegada l'escultura sota les instruccions del seu pare, però es va convertir en pintor de gènere com a deixeble de Carl Theodor von Piloty. De les seves pintures de gènere, els seus motius solen implicar les classes més baixes de la societat.

## Pintures
- alemany: Der bestohlene Geizhals, ('L'avar robat', 1874).
- Die Schusterwerkstatt, ('El taller del sabater', 1875).
- Die kleinen Zitherspieler ('El petit tocador de cítara', 1878).
- An Undiscovered Genius (1879).
- Die Holzfahrt im bayrischen Hochgebirge ('El passeig pel bosc a les muntanyes bavareses', 1883).
- Wilderer ('Caçadors furtius', 1890).
- Auf der Alm ('A l'Alm', 1897).[1][2]